# Sinnington
Sinnington är en ort och civil parish i Storbritannien.   Den ligger i grevskapet North Yorkshire och riksdelen England, i den centrala delen av landet, 300 km norr om huvudstaden London. Sinnington ligger 40 meter över havet och antalet invånare är 318.
Terrängen runt Sinnington är huvudsakligen platt, men norrut är den kuperad. Runt Sinnington är det ganska glesbefolkat, med 27 invånare per kvadratkilometer. Närmaste större samhälle är Pickering, 6,1 km öster om Sinnington. Trakten runt Sinnington består till största delen av jordbruksmark.